# Thuso Phala
Thuso Phala, född den 27 maj 1986 i Soweto, är en sydafrikansk fotbollsspelare som för tillfället spelar för den sydafrikanska klubben Platinum Stars FC.